# Hausfriedensbruch (Deutschland)
Der Hausfriedensbruch ist die vorsätzliche Verletzung des verfassungsrechtlich geschützten Gutes der Unverletzlichkeit befriedeter Besitztümer. Der Hausfriedensbruch ist in Deutschland – trotz seiner Einordnung in den 7. Abschnitt des StGB („Straftaten gegen die öffentliche Ordnung“) – ein Straftatbestand, der ausschließlich das individuelle Hausrecht schützt.

## Gesetzlichkeit
Der Tatbestand des Hausfriedensbruchs ist in Deutschland in den §§ 123 f. StGB geregelt und umfasst neben dem Grundtatbestand (§ 123 StGB) auch die Qualifikation des schweren Hausfriedensbruchs (§ 124 StGB).

## Tatbestandsmerkmale
Der Tatbestand gliedert sich in zwei Varianten: Tatbestandmäßig ist das vorsätzliche Eindringen gegen den Willen des Berechtigten in näher bestimmte Räumlichkeiten oder das Sich-nicht-Entfernen aus diesen Räumlichkeiten trotz der Aufforderung eines Berechtigten. Diese Räumlichkeiten sind Wohnungen, Geschäftsräume und sonstige befriedete Besitztümer oder abgeschlossene Räume, die für Zwecke des öffentlichen Dienstes oder Verkehrs bestimmt sind.
Beispiele: Jemand betritt trotz eines Hausverbots ein Ladengeschäft; jemand versteckt sich bei Geschäftsschluss in einer Toilette.
Befriedete Besitztümer sind Bereiche, die in äußerlich erkennbarer Weise durch Umgrenzungen gegen willkürliches Betreten gesichert sind. Umstritten ist in der Rechtswissenschaft, wie stark der Befriedungsschutz sein muss (Mauer, Absperrung, Zaun). Erfasst werden auch Abbruchhäuser und Rohbauten, sofern sie durch geeignete Sicherungsmaßnahmen befriedet sind, sowie bewegliche Sachen, die zum Aufenthalt von Menschen dienen (Boote, Schiffe, Wagen eines Markthändlers, Wohnwagen). Dienen bewegliche Sachen nicht in erster Linie zum Aufenthalt, so kommt die Berufung auf Hausrecht nicht in Betracht („normale“ Kraftfahrzeuge, Pkw).
Für das Eindringen in einen Raum genügt bereits, dass der Täter unberechtigt einen Teil des Körpers in den befriedeten Bereich gelangen lässt. Ein Betreten mit dem gesamten Körper ist nicht notwendig; ausreichend ist schon der „Fuß in der Tür“. Störungen, die noch außerhalb der Wohnung oder des Besitztums bzw. an dessen Rand stattfinden, das Schlagen oder Treten gegen eine Tür sowie Störanrufe fallen nicht unter Hausfriedensbruch.

## Einverständnis
Ein Einverständnis des berechtigten Hausrechtsinhabers schließt bereits den Tatbestand aus. Eine generelle Zutrittserlaubnis, bei Gebäuden mit Publikumsandrang (z. B. Kaufhaus) genügt hierzu. Umstritten ist einerseits, inwieweit sich der Dieb, der das Kaufhaus zum Stehlen betritt, nach § 123 StGB strafbar macht. Hierbei ist darauf abzustellen, wie sich der Dieb nach außen hin verhält. Sofern er sich neutral verhält und ein Dritter nicht erkennen kann, dass er etwas stehlen will, unterfällt auch er dem Einverständnis. Eine Hausordnung mit dem Passus „Die generelle Zutrittserlaubnis gilt nicht für Personen mit deliktischen Absichten“ ist unbeachtlich, da sich die Bedingung an einen zu generellen Personenkreis richtet. Ein individuelles Hausverbot ist allerdings zu beachten.
Auch kann das Einverständnis von äußerlich erkennbaren Bedingungen abhängig gemacht werden, wie z. B. dem Vorzeigen einer Kinokarte.
Sofern der Täter ein Einverständnis mit Hilfe von Täuschungen erlangt hat, ist dies generell unbeachtlich, da es nur auf den Willen des Hausrechtsinhabers zum Zeitpunkt der Erteilung des Einverständnis ankommt. Trotzdem kann sich der Täter nach § 123 Abs. 1 StGB strafbar machen, sofern er ohne Befugnis im Gebäude verweilt, also beispielsweise nachdem er vom Hausrechtsinhaber aufgefordert wurde zu gehen.

## Abwehr von Hausfriedensbruch
Um einen Hausfriedensbruch abzuwehren bzw. zu beenden oder vorzubeugen, kann ein Hausverbot ausgesprochen werden. Der Hausherr ist befugt, das Hausverbot notfalls mit Gewalt (Notwehr (§ 32 StGB)) durchzusetzen.

## Konkurrenzen
Der Hausfriedensbruch trifft häufig tatmehrheitlich mit typischen Diebstahlsdelikten, wie Einbruchsdiebstahl oder Ladendiebstahl zusammen, der qualifizierte § 124 StGB kann tateinheitlich ggf. sogar mit Raubdelikten, andererseits aber auch mit Nötigung, Sachbeschädigung oder Körperverletzungsdelikten zusammenfallen.

## Strafmaß, Verjährung
Für Hausfriedensbruch im Sinne von § 123 StGB beträgt die Höchststrafe ein Jahr Freiheitsstrafe, woraus sich nach § 78 StGB eine dreijährige Verjährungsfrist ergibt.

## Strafprozessrechtliches
Der Hausfriedensbruch ist in der Variante des Grundtatbestandes Privatklagedelikt nach § 374 Abs. 1 StPO und bedarf des Strafantrags des Verletzten oder ggf. dessen Angehörigen.

## Entwicklungsansatz
Da das deutsche Strafrecht sich auf die Grundsätze des Reichsstrafgesetzbuchs von 1871 stützt, wurden „moderne“ Begehungsformen wie das Stalking bis zum Jahre 2007 nur bedingt strafrechtlich bedroht.